# I Want to Come Over
«I Want to Come Over» es un sencillo de la cantautora estadounidense Melissa Etheridge publicado en enero de 1996. Es el segundo sencillo de su quinto álbum de estudio, Your Little Secret. La canción aparece además en los recopilatorios Icon y Greatest Hits: The Road Less Traveled de la artista estadounidense, y en el disco de varios artistas The Ultimate Pride Hits 2023 de Universal Music. El videoclip del sencillo fue protagonizado por la actriz Gwyneth Paltrow.

## Trasfondo
Acerca del significado de la letra, David J. Criblez de Newsday manifestó que, al igual que otras de sus canciones como «Come to My Window» o «Like the Way I Do», esta «explora la cruda emoción del amor [...] Aunque Etheridge se identifica como gay, su mensaje es universal y puede aplicarse a cualquier situación romántica». En el libro biográfico Melissa Etheridge: Our Little Secret, la autora Joyce Luck afirma que se trata de una canción escrita para su entonces compañera sentimental, la cineasta Julie Cypher.

## Desempeño
La canción fue un éxito comercial, alcanzando el número 22 en la lista Billboard Hot 100 en los Estados Unidos y el número 29 en Australia y Nueva Zelanda. También alcanzó el primer lugar en la lista canadiense RPM 100 Hit Tracks en marzo de 1996. Apareció en las listas de fin de año de Estados Unidos y Canadá en las posiciones 79 y 11, respectivamente.

## Recepción
Larry Flick de la revista Billboard opinó que la canción «debería despertar un gran interés en la radio, de la misma manera que lo hizo el megaéxito "Come To My Window"». También afirmó: «El romance torturado es lo que mejor sabe hacer Etheridge, y aquí ofrece una gran dosis de tensión sexual y deseo, acompañada de un enfoque filosófico justo el necesario para llevar la canción a su clímax [...] Los amantes del rock disfrutarán de la ya familiar mezcla entre el rugido de Etheridge y el estruendo de las guitarras, mientras que los fans del pop encontrarán el gancho demasiado irresistible para describirlo con palabras».
En 1997, «I Want to Come Over» ganó el Premio ASCAP Pop Music en la categoría de canción más interpretada.

## Video musical
El videoclip de la canción, dirigido por Pam Thomas, fue grabado en un antiguo hotel de Los Ángeles, California y protagonizado por la actriz Gwyneth Paltrow. En el clip, Paltrow conduce hasta el apartamento de su amante, se queda sentada afuera en su coche y se derrumba emocionalmente, antes de recomponerse y entrar al edificio. El video intercala estas escenas con imágenes de Etheridge interpretando la canción en el vestíbulo.
Al momento de la grabación, el hotel tenía un único residente. Para mantenerlo alejado de las zonas donde estaban filmando, la directora y el equipo le obsequiaron una botella de whisky Chivas Regal.